# 全氯甲硫醇
全氯甲硫醇是化学式 CCl3SCl的有机硫化合物，主要用于合成染料和抗真菌剂盖普丹和灭菌丹。它是无色且难闻刺鼻的油状液体，不过商购的样本呈黄色。它不溶于水，可溶于有机溶剂。全氯甲硫醇其实是一种硫基氯，不是硫醇。

## 历史
1915年，法国在香槟战役中把全氯甲硫醇用作化学武器，但很快就因为容易被发现、分解和去除而被淘汰。

## 制备
全氯甲硫醇是由Rathke于1873年通过氯气和二硫化碳反应发现的，此方法至今仍用于生产全氯甲硫醇。这个反应由碘或氯化氢催化。
CS2 + 3 Cl2 → CCl3SCl + SCl2
2 CS2 + 5 Cl2 → 2 CCl3SCl + S2Cl2
它也可以由氯化二甲硫醚或硫光气而成。

## 反应
全氯甲硫醇会缓慢水解：
CSCl4 + 2 H2O → CO2 + 4 HCl + 1⁄8 S8
它会被硝酸氧化，生成三氯甲磺酰氯（Cl3CSO2Cl），这是一种白色固体。它在140 °C的二甲苯和三氯化铁催化下用锡或9,10-二氢蒽脱氯，可以合成硫光气。
全氯甲硫醇会和氟化汞或氟化银发生卤素交换反应，生成二氯氟甲硫基氯（CCl2FSCl），后者可用来合成抗真菌剂苯氟磺胺和对甲抑菌灵。

## 危险性
全氯甲硫醇可通过呼吸道、皮肤或口服吸收。它会刺激眼睛、喉咙、支气管和肺泡，也会导致肝脏和肾脏损伤。对大鼠和小鼠的动物实验表明全氯甲硫醇是剧毒，中毒症状有腹泻、皮肤刺激以及呼吸急促。